# Kinnagoe Bay

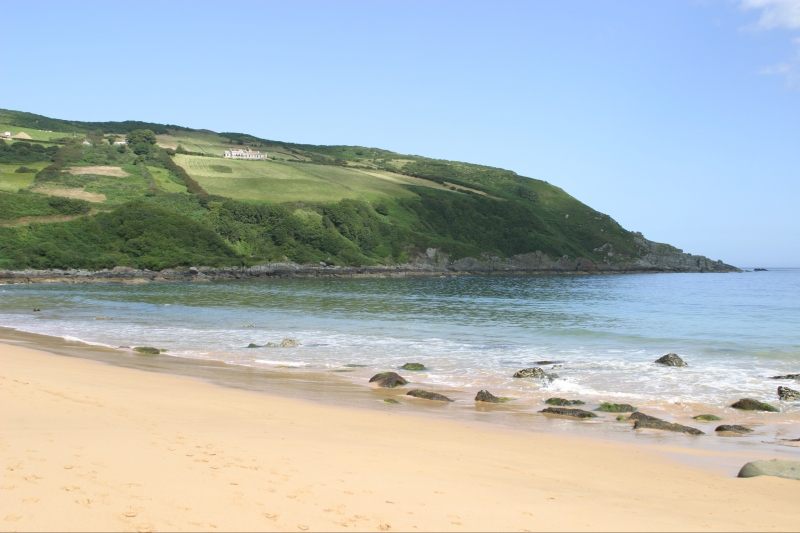
Kinnagoe bay

Kinnagoe Bay (Irlandais: Bá Chionn an Ghabha) est une plage isolée dans Inishowen, Comté de Donegal, en Irlande. Elle est connue pour être l'emplacement de l'épave du navire de l'Invincible Armada, la Trinidad Valencera qui a sombré le 16 septembre 1588, en mémoire duquel une plaque commémorative est apposée. La plage est accessible par une trame de chemins à partir du haut de la colline. Il y a un petit parking sur la plage qui est très occupé pendant l'été. Les coordonnées de navigation par satellite pour le parking sont N 55° 15.517", W 07° 00.770".
C'est l'un des centres d'intérêt de la Inishowen 100 scenic route.

## Pêche
Kinnagoe Bay attire les pêcheurs de partout en Irlande. L'épave de la "Trinidad Valencera" favorise le développement de nombreux poissons.